# 道安站 (咸鏡南道)
道安站（韓語：도안역）是朝鮮民主主義人民共和國咸鏡南道赴战郡的一個鐵路車站，属于新兴线。

## 邻近车站
新兴线
咸地院站 - 道安站 - 赴战湖畔站